# 小行星2925
小行星2925（2925 Beatty）是一颗绕太阳运转的小行星，为主小行星带小行星。该小行星于1978年11月7日发现。
該小行星以天文作家J·凱莉·比蒂（J. Kelly Beatty）命名。

## 轨道参数
小行星2925的轨道半长轴为2.3849898 UA，离心率为0.193。